# 沪深高速动车组列车
沪深高速动车组列车是中国铁路运行于直辖市上海市至广东省深圳市的一系列高速动车组列车，自2022年1月10日起开行。现时每日开行4对列车。

## 现时车次
截至2025年7月1日，共有4对来往上海和深圳的高速动车组列车。
| 担当路局   | 深圳方向   | 深圳方向         | 深圳方向       | 上海方向   | 上海方向       | 上海方向         |
| 担当路局   | 车次       | 始发             | 终到           | 车次       | 始发           | 终到             |
| ---------- | ---------- | ---------------- | -------------- | ---------- | -------------- | ---------------- |
| 广州局集团 | G699       | 上海虹桥站 15:00 | 深圳北站 22:40 | G700       | 深圳北站 07:23 | 上海虹桥站 14:35 |
| 广州局集团 | G2784/2785 | 上海站 06:55     | 深圳北站 16:59 | G2786/2783 | 深圳北站 13:02 | 上海站 22:59     |
| 上海局集团 | G997       | 上海南站 07:30   | 深圳北站 14:41 | G998       | 深圳北站 15:06 | 上海南站 22:27   |
| 上海局集团 | G2788/2789 | 上海站 12:50     | 深圳站 22:40   | G2790/2787 | 深圳站 06:40   | 上海虹桥站 16:22 |

## 历史
2022年1月10日，配合京港高铁安九段和赣深段通车，国铁在季度调图中新增或调整三对来往上海和深圳的高速动车组列车：
- 新增上海虹桥～深圳G997/998次列车[1]；
- 新增上海～深圳北G2784/2785、G2786/2783次列车[2]；
- 原上海（上海虹桥）～安庆G7088/7089、G7138/7135次列车延长至深圳站始发终到，车次调整为G2788/2789、G2790/2787次[3][4]。

2025年1月5日，配合沪苏湖高速铁路开通，新增上海虹桥～深圳北G643/644次列车；同时G997/998次列车运行区段调整为上海南～深圳北，上海南站至朴树线路所间经由沪春铁路、沪苏湖高铁、合杭高铁、杭昌高铁、何家联络线、京港高铁运行，取消南昌西站调向。
2025年7月1日，原G643/644次车次调整为G699/700次。

## 使用列车

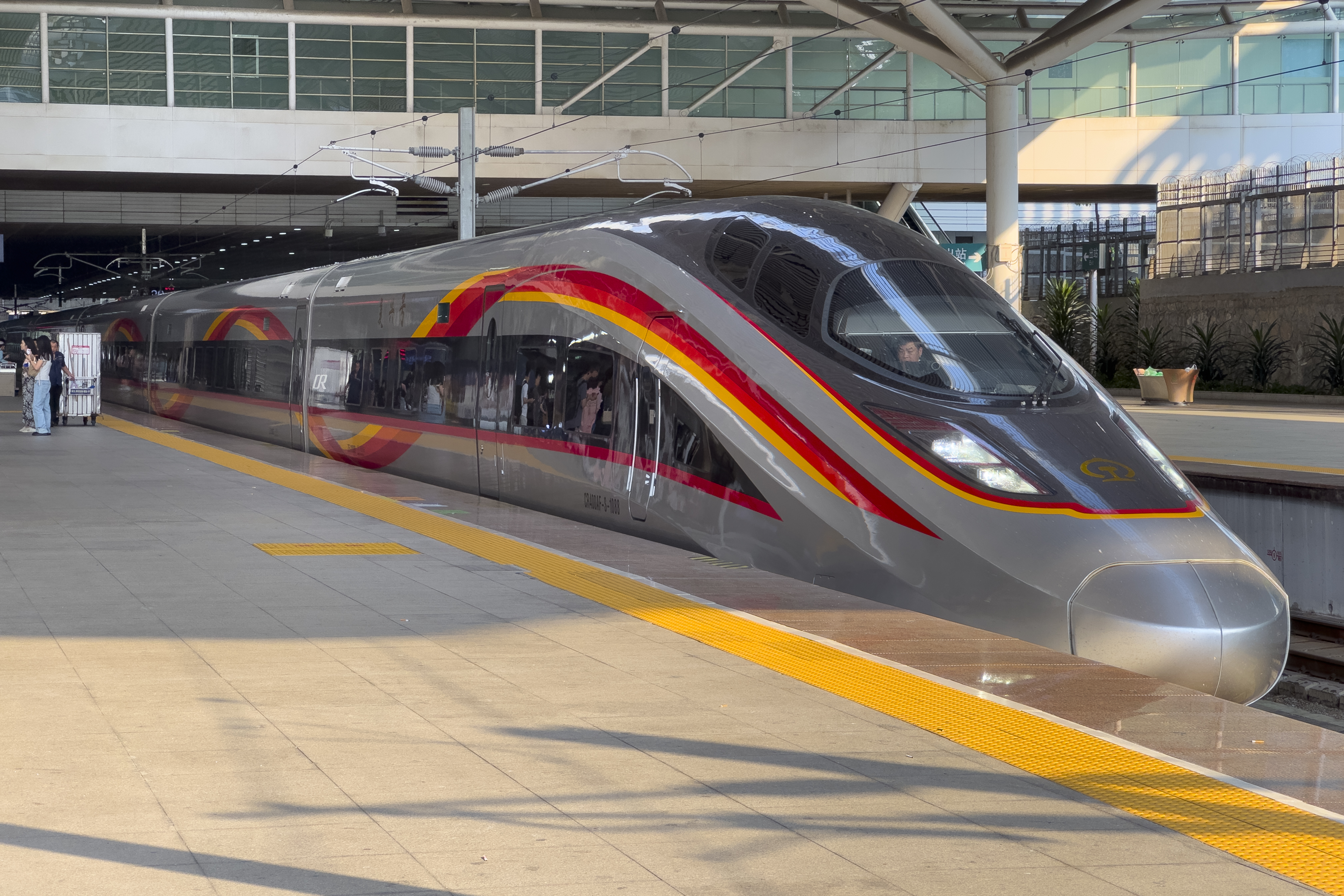
担当G2785次列车的CR400AF-S-1088停靠在深圳北站

- G699/700次列车使用配属于广州局集团深圳动车运用所的CR400AF-S，重联运行
- G997/998次列车使用配属于上海局集团上海南动车运用所的CR400AF
- G2784/2785、G2786/2783次列车使用配属于广州局集团深圳动车运用所的CR400AF-S，重联运行
- G2788/2789、G2790/2787次列车使用配属于上海局集团合肥南动车运用所的CRH380BL